# (36958) 2000 SQ276
2000 SQ276 (asteroide 36958) é um asteroide da cintura principal. Possui uma excentricidade de 0.15453130 e uma inclinação de 2.11235º.
Este asteroide foi descoberto no dia 30 de setembro de 2000 por LINEAR em Socorro.